# Perto do Coração Selvagem
Perto do Coração Selvagem é o romance de estreia de Clarice Lispector. Publicado originalmente em dezembro de 1943, o livro é marcado pelo estilo introspectivo da escritora. Recebeu muitas críticas positivas na época, tendo sido premiado como melhor romance de estreia pela Fundação Graça Aranha, em outubro de 1944.

## Obra
Escrito quando Clarice Lispector tinha vinte anos de idade, o livro tem como protagonista Joana, que narra sua história em dois planos: sua infância e o início de sua vida adulta. A literatura brasileira era, naquela altura, dominada por uma tendência essencialmente regionalista, com personagens contando as dificuldades da realidade social do país na época. Lispector surpreendeu a crítica com seu romance, seja pela problemática de caráter existencial, completamente inovadora, seja pelo estilo solto, elíptico e fragmentário. Este estilo de escrita se tornou marca característica da autora, como pode ser observado em seus trabalhos subsequentes. Na época da publicação, muitos associaram o seu estilo literário introspectivo ao de Virginia Woolf ou ao de James Joyce, mas ela afirmou não ter lido nenhum destes autores antes do seu romance inaugural. O título, uma referência a uma frase de O Retrato do Artista enquanto Jovem - "near to the wild heart of life" de Joyce, foi sugerido por Lúcio Cardoso, amigo da autora, após o livro ter sido escrito.

## Reação da crítica
Perto do Coração Selvagem provoca reações entusiásticas de alguns críticos. O poeta Lêdo Ivo chamou o livro "a maior novela já escrita por uma mulher em língua portuguesa.” Outro crítico afirmou que Clarice "mudou o centro de gravidade de onde os romances brasileiros orbitaram nos últimos vinte anos.” O crítico Sergio Millet escreve: "Raramente tem o crítico a alegria da descoberta (...) Quando porém o autor é novo há sempre um minuto de curiosidade intensa – o crítico abre o livro como vontade de achar bom, lê uma página, lê outra, desanima, faz nova tentativa, mas qual! As descobertas são raras mesmo. Por desta feita fiz uma que me enche de satisfação. (...) Diante daquele nome estranho e até desagradável, pseudônimo sem dúvida, eu pensei: mais uma dessas mocinhas que principiam 'cheias de qualidade', que a gente pode até elogiar de voz viva, mas que morreriam de ataque diante de uma crítica séria. (...) Ia enterrar o volume na estante, quando, acordada a consciência profissional, lê ao acaso a página 160 e acha-a excelente: sóbria e penetrante. A continuação da leitura não o decepciona."
Caracteriza-se pela exacerbação do momento interior de tal modo intensa, que, a certa altura de seu itinerário, a própria subjetividade entra em crise. O espírito, perdido no labirinto da memória e da auto-análise, reclama um novo equilíbrio, transcendendo do plano psicológico para o metafísico. A própria narradora revela a consciência desse salto, quando diz: Além do mais a "psicologia" nunca me interessou. O olhar psicológico me impacientava e me impacienta, é um instrumento que só transpassa. Acho que desde a adolescência eu havia saído do estágio do psicológico.
A prosa leve discorre com fluência e fluidez nos meandros da protagonista, na sua visão de mundo e interação com os demais personagens. Tudo isso revelou Clarice Lispector como mais que mera promessa na prosa da Geração de 45. É o texto do sensível e do imaginário, ora enfrentando ora diluindo-se aos incidentes reais de Joana.
A amoralidade diante da maldade. O instinto na condução da trama, com uma certa dose de auto-martírio. A história de Joana (protagonista) - não a Virgem d'Orleans, mas a personagem de Clarice Lispector nesta obra de estréia, marcou a ficção brasileira em 1944. A narrativa inovadora provocou frisson nos círculos literários. A técnica de Clarice Lispector funde subjetividade com objetividade, alterna os focos literários e o tempo cronológico dá lugar ao psicológico (o presente entremeado ao intermitente flashback). Joana expressa, por fluxos de consciência, sua vida interior, contrapondo suas experiências de menina às de adulta, mergulhando ora no passado, ora no presente, segundo o fio condutor da memória.
Deve-se ler a obra com instrumentos de anatomia: usa-se bisturi para dissecá-la e pinça para estudar os personagens como órgãos autônomos, que se ligam por estranhas artérias e nervos à personagem de coração e cérebro Joana. São eles: o pai prematuramente falecido, incentivador das brincadeiras na infância; a tia assustada com as estripulias da órfã, a quem chama de víbora; o tio fazendeiro, afetuoso com Joana e abúlico diante das reclamações da mulher; o professor confidente e orientador (como a paixão da puberdade); Otávio, o rapaz que se casa com Joana ao romper o noivado com Lígia, de quem posteriormente se torna amante; Lígia, grávida de Otávio, conta tudo à protagonista; o homem sem nome, sustentado pela mulher, participante silenciosa do romance clandestino e sem compromisso dele com Joana.
A leitura é caleidoscópica. A protagonista ora tem uma cor, ora outra, conforme o momento ("real" ou onírico). As cores dançam no enredo misturado ao cenário e às sensações da menina-mulher-amante. Joana desfila na vida dos outros personagens, destilando o veneno de víbora, instilado com ironia e respostas cruéis diante dos fatos. A leitura também é lúdica, quando o leitor tenta adivinhar o que a autora preparou páginas adiante.

## Peça teatral
No fim de 1964, Fauzi Arap com José Wilker, Glauce Rocha, Clarice Lispector e Dirce Migliaccio, montaram de Perto do Coração Selvagem, que estreiou em São Paulo em 1965. (Acervo Funarte)